# Apophis (Band)
Apophis (benannt nach dem altägyptischen Gott Apophis oder Apep) ist eine deutsche Death-Metal-Band aus dem Stuttgarter Raum, welche 1990 aus der Vorgängerformation Raise Hell hervorging. Ihre Musik ist dem Old School Death Metal zuzuordnen.

## Geschichte
Die Band entstand Ende 1990 aus einer Vorgängerformation, die 1988 von Roger Kirchner und Jörg Bartelt (beide Gitarre) gegründet wurde. 1989 stießen dann Erik Stegmaier (Schlagzeug, Cockroach) und Kristian Hahn (Gesang) dazu und die Band nannte sich fortan Raise Hell. Verschrieb man sich anfangs noch relativ eingängigem Thrash Metal, so änderte sich dies, als durch einen Besetzungswechsel am Bass auch ein Musikstilwechsel erfolgte. Die Band orientierte sich nunmehr in Richtung technisch anspruchsvolleren Death Metal und benannte sich in Apophis um.
Nach dem im Proberaum einer befreundeten Band aufgenommenen Demo Missed Abortion (1991), das auf der heimischen Anlage kopiert wurde und mit selbst fertigzumalendem Cover etwa 50 Mal unter die Leute gebracht wurde, nahm die Band im Dezember 1992 ihre erste Mini-CD Gateway to the Underworld im Tonstudio Gress in Göppingen auf, die ursprünglich als Demo und Bewerbungstape Verwendung finden sollte. Die CD (mit Christoph Bittner am Bass) wurde von SPV und Nuclear Blast vertrieben und fand bis dato etwa 2000 neue Besitzer.
In der Zwischenzeit gab Apophis zahlreiche Gigs unter anderem auch im Vorprogramm von Pungent Stench, Crematory, Krabathor, Sinister, Fleshcrawl, Disgrace, Sacrosanct. Ab 1993 übernahm Jan Beckmann (ex-Fatered, ex-Die Allergie, ex-Bloodflowerz) den Bass.
Da die Suche nach einer Plattenfirma nicht erfolgreich verlief, gründete die Band die Plattenfirma Contraption Records, um den Nachfolger von Gateway to the Underworld selbst zu finanzieren. Man schloss sich also mit dem neuen Bassisten Marcus Köchl (Revel in Flesh) im Juni 1996 ins Tonstudio MM Musicproductions in Aalen ein und nahm Down in the Valley auf, die dann im Dezember 1996 erschien. Als Vertriebe konnten Last Episode und Intercord gewonnen werden.
Im September 1997 nahmen Apophis dann ihre Promo-CD 1997 im Fautspacher Nightmare Studio auf, mit deren Hilfe im Frühjahr endlich der längst überfällige Plattenvertrag abgeschlossen werden konnte. In Morbid Records wurde ein Vertragspartner gefunden, von dem sich die Band viel erhoffte. Auch Morbid Records erwarteten einiges und schickten die Band im Juni 1998 nach Hlohovec in die Slowakei, wo sie im dortigen Exponent Studio ihre neue CD Heliopolis aufnahmen, wobei sich Roger und Jörg das Einspielen des Basses teilten. Diese CD, die die konsequente musikalische Weiterentwicklung der Band seit Down in the Valley bestens dokumentiert, erschien am 23. November 1998 in Europa und Anfang 1999 in den USA über Pavement Music und wurde über Morbid Records und SPV vertrieben. Die internationale Presse nahm dieses Album sehr gut auf, wenn sich auch einige am metaluntypischen Cover störten.
1999 verließen Kristian Hahn (Gesang), Jörg Bartelt (Gitarre) und der erst ein Jahr zuvor eingestiegene Bassist Manuel Kiesel die Band und wurden durch Peter Fajfar (Gesang/Gitarre, Ebola) und Gert Wiedmann (Bass, Cockroach) ersetzt.
Die wichtigsten Konzerte in dieser Phase waren das Summer Breeze 2000 und die Deutschland-Tour mit Sinister und Disinfect. Zwischenzeitlich löste die Band in gegenseitigem Einverständnis den Vertrag mit Morbid Records auf.
Nachdem Apophis 2000/2001 über neuen Songs gebrütet hatte, ging die Band im August 2001 erneut ins Exponent Studio in Hlohovec, um den Nachfolger von Heliopolis einzuspielen. Jedoch stiegen kurz darauf Peter und Gert aus, wodurch die Band und die CD erst mal auf Eis lagen. Im August/September 2002 machte sich Roger auf die Suche nach neuen Musikern, um Apophis wiederzubeleben. Die neue Besetzung seit Oktober 2002 bestand aus Roger Kirchner, Erik Stegmaier, Patrick Schmid (Bass, Vampyromorpha), Andre Spottke (Gesang, Van Herzen) und Anton Velimanov (Gitarre).
2003 nahm die Band dann den tatsächlichen Nachfolger von Heliopolis mit neuen Songs auf: I Am Your Blindness wurde über Supreme Chaos Records veröffentlicht und von der Presse begeistert aufgenommen. Die Band spielte, mit Jens Haußmann (N.O.T.) als Ersatz für Anton und Bernd Kombrink (Dawn of Dreams) als neuem Sänger, viele Einzelgigs und Festivalshows, bis Roger 2009 nach London zog. Seitdem wurden nur einzelne Gigs mit Fabian Guschlbauer (Mental Amputation) als Gitarristen neben Roger Kirchner und wechselnden Livebassisten, u. a. Florian Botschek (Red to Grey, Inferno), gespielt.
2018 begann die Band in London und Aalen mit den Aufnahmen von acht Songs für ihr nächstes Album Excess, die den Hörer wieder in die ersten Tage des Death Metal zurückversetzen werden und zugleich in modernem Sound auftrumpfen. Das Album wurde von Roger Kirchner und Dan Baune (Monument) produziert und von Dan Swanö im Unisound Studio gemastert. Inzwischen fand die Band in Guntram Berger (Behind the Scenery) einen neuen Bassisten, der allerdings nicht auf den Aufnahmen zu hören ist. 
Am 27. April 2021 gaben Massacre Records und die Band bekannt, dass das nächste Album Excess im Herbst 2021 über Massacre Records veröffentlicht wird.

## Stil
Die Band spielt eine melodische Form des europäischen Old School Death Metal, der durch zweistimmige, technische Leads geprägt ist und eher im Midtempobereich angesiedelt ist. In den Rezensionen werden immer wieder auch die in den Songs erzeugte Atmosphäre und die Vielschichtigkeit der Musik erwähnt.

## Diskografie

### Alben
- 1993: Gateway to the Underworld
- 1996: Down in the Valley
- 1998: Heliopolis
- 2005: I Am Your Blindness
- 2021: Excess

### Demos
- 1991: Missed Abortion (Demo)